# Thanatus lineatipes
Thanatus lineatipes es una especie de araña cangrejo del género Thanatus, familia Philodromidae. Fue descrita científicamente por Simon en 1870.

## Distribución
Esta especie se encuentra en el Mediterráneo y Georgia.